# 伞房蔷薇
伞房蔷薇（学名：Rosa corymbulosa）为蔷薇科蔷薇属下的一个种。

## 扩展阅读
- 維基物種上的相關：伞房蔷薇